# Bach Aircraft Company
Bach Aircraft Company est une entreprise de construction aéronautique américaine disparue.
Bach Aircraft Company fut créée à Santa Monica, sur l’aérodrome de Clover Field, en 1927 par Loyal Morton Bach afin de produire des avions de transport trimoteur. Transférée au Metropolitan Airport de Van Nuys en 1929, l’entreprise fut victime de la Grande Dépression de 1929. Devenue Aircraft Production Corporation en 1931, elle ne devait plus produire d’appareils originaux. 
Bach Aircraft a produit une trentaine de trimoteurs Air Yacht entre 1928 et 1931.